# Quỹ Wolf
Quỹ Wolf (tiếng Anh: The Wolf Foundation) là một tổ chức tư nhân không vụ lợi được Ricardo Wolf, một nhà phát minh người Đức gốc Do Thái, cựu đại sứ của Cuba tại Israel thành lập năm 1975.

## Ricardo Wolf
Dr. Ricardo Wolf là người thành lập Quỹ Wolf. Ông là người gốc Do Thái, sinh tại Đức, là một nhà phát minh, nhà ngoại giao, người bác ái và cựu đại sứ của Cuba tại Israel. Trong nhiều năm, ông đã triển khai một phương pháp thu hồi sắt từ cặn của quặng sắt trong quá trình nấu chảy. Cuối cùng phương pháp này thành công, phát minh của ông đã được các nhà máy thép trên khắp thế giới sử dụng, đem lại cho ông nhiều lợi nhuận. Ông lập ra Quỹ Wolf năm 1975.

## Về Quỹ Wolf
Quỹ bắt đầu hoạt động từ năm 1976, với vốn ban đầu là 10 triệu dollar Mỹ do gia đình Wolf hiến tặng. Những người tặng vốn chính là Ricardo Wolf và vợ là Francisca. Lợi tức hàng năm từ tiền vốn đầu tư, được sử dụng cho các giải thưởng, các học bổng cùng các chi phí điều hành Quỹ.
Quỹ có tư cách pháp lý là một tổ chức tư, không vụ lợi và được miễn thuế ở Israel. Các mục tiêu, các thủ tục và các chi tiết về việc quản lý Quỹ căn cứ trên "Luật Quỹ Wolf-1975" (Wolf Foundation Law-1975). Nhà nước Israel giữ vai trò kiểm soát viên mọi hoạt động của Quỹ. Phù hợp với luật nêu trên, bộ trưởng bộ Giáo dục và Văn hóa Israel nắm vai chủ tịch Hội đồng.
Các ủy viên quản trị Quỹ, Hội đồng và các thành viên Ủy ban, Các ban giám khảo các giải, và người kiểm tra sổ sách nội bộ thi hành nhiệm vụ một cách tình nguyện.

## Các mục tiêu của Quỹ Wolf
Các mục tiêu của Quỹ Wolf là:
1. Trao các giải thưởng cho các nhà khoa học và các nghệ sĩ có các thành tựu nổi bật vì lợi ích con người và vì quan hệ hữu nghị giữa các dân tộc. Các giải thưởng được trao bất kể quốc tịch, chủng tộc, màu da, tôn giáo, giới tính hoặc lập trường chính trị.
2. Trao các học bổng cho các sinh viên chưa tốt nghiệp, các sinh viên đã tốt nghiệp, và các nhà khoa học dấn thân vào việc nghiên cứu tại các viện, học viện cao ở Israel.

## Giải Wolf
Giải Wolf được "Quỹ Wolf" trao hàng năm, bắt đầu từ năm 1978, gồm 6 lãnh vực: 
- Giải Wolf về Nông nghiệp
- Giải Wolf về Hóa học
- Giải Wolf về Toán học
- Giải Wolf về Y học
- Giải Wolf Vật lý
- Giải Wolf về Nghệ thuật, hàng năm được trao luân phiên giữa các ngành kiến trúc, âm nhạc, hội họa và điêu khắc.

Trong vài lãnh vực chẳng hạn như Vật lý, giải này thường được coi là giải rất uy tín, chỉ sau giải Nobel.